# Imagination

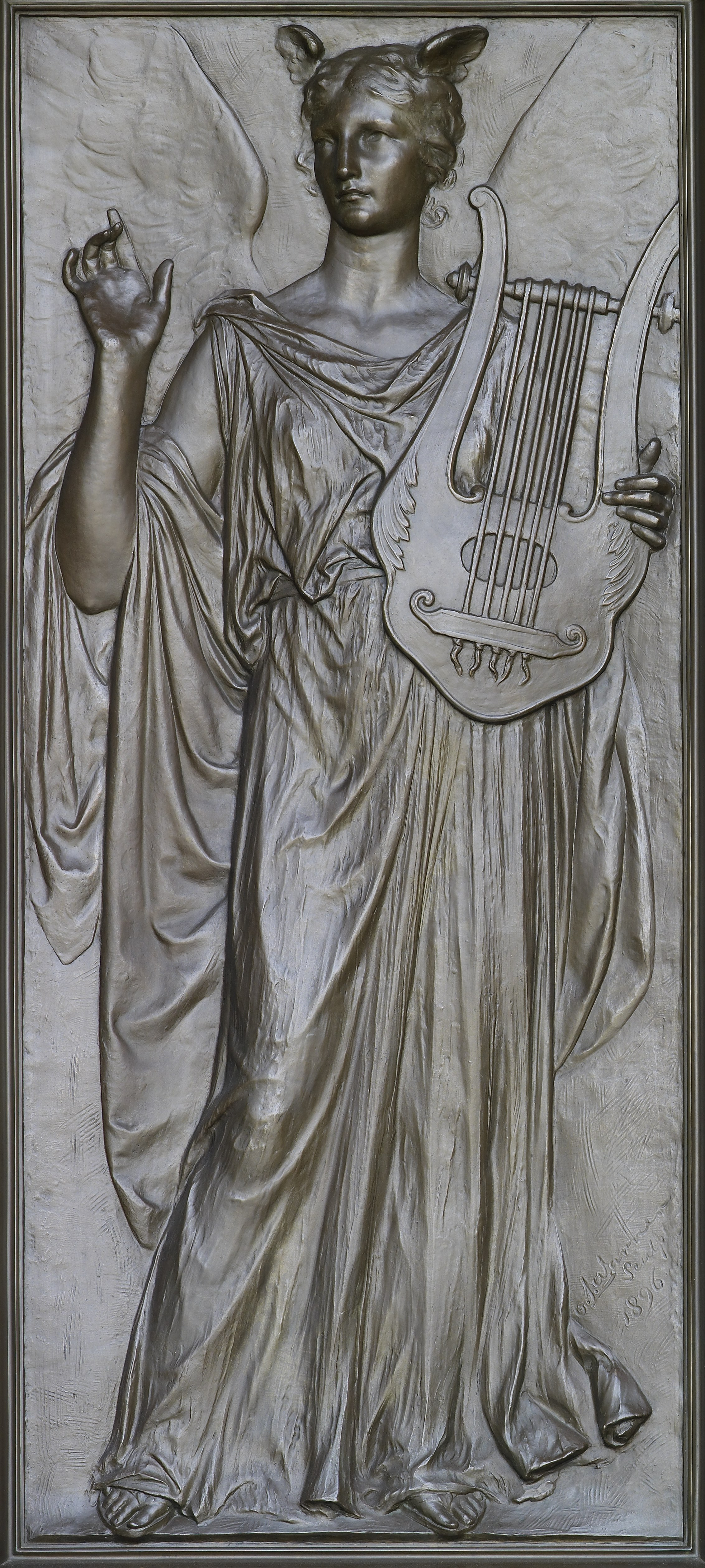
Olin Levi Warner, Imagination (1896), Washington, D.C., U.S.A.

Pour les articles homonymes, voir Imagination (homonymie).
 (août 2020).
Si vous disposez d'ouvrages ou d'articles de référence ou si vous connaissez des sites web de qualité traitant du thème abordé ici, merci de compléter l'article en donnant les références utiles à sa vérifiabilité et en les liant à la section « Notes et références ».
L'imagination (du latin imaginatio, « image, vision ») est la faculté de produire et de simuler des objets, des sensations et des idées nouvelles dans l'esprit sans l'apport immédiat des sens.
Elle désigne aussi la « capacité d'élaborer des images et des conceptions nouvelles, de trouver des solutions originales à des problèmes », la créativité dans les arts ou les sciences (avoir de l'imagination).

## Forme des objets qui affectent nos sens
L'imagination est proche de la sensibilité, dans la mesure où les données sensibles la conditionnent. Il ne semble pas pouvoir y avoir d'imagination sans une expérience sensible antérieure.

## L'imagination créatrice
L'imagination créatrice, analysée par Théodule Ribot dans son Essai sur l'imagination créatrice (1900) qui est l'essence de la créativité et de l'inventivité.

## L'imagination selon René Descartes
Pour Descartes, il existe trois facultés de la conscience :
- La Volonté (infinie) : pouvoir d’affirmer, de nier, de choisir; « puissance d’élire ». C’est le libre arbitre qui nous permet de choisir d'affirmer et ou de nier toute chose ; donc d’affirmer la vérité et de nier le faux. Toutefois, l’infinité de la volonté implique également que l’on peut affirmer le faux et nier la vérité.
- L'Entendement (fini) : concevoir, comprendre, raisonner ; raisonnement. Étant donné que Descartes se place à quelque part entre la divinité et le néant sur l’échelle de l’existence, il rejette la possibilité que notre entendement, dont la finalité est de distinguer le vrai du faux, soit d’une telle imperfection qu’il nous fourbe volontairement. L’entendement nous offre un spectre fini de connaissances indubitables.
- L’Imagination représente le fossé entre la volonté et l’entendement. Elle nous offre la possibilité de concevoir l’irréel, l’imaginaire, et ainsi passer outre aux limites de notre entendement. Donc, c’est elle qui « invente » des propositions fausses que notre volonté peut affirmer.